# جان هرینگتون (بازیکن هاکی روی یخ)
جان هرینگتون (انگلیسی: John Harrington؛ زادهٔ ۲۴ مهٔ ۱۹۵۷) بازیکن هاکی روی یخ اهل ایالات متحده آمریکا بود.